# グアテマラ地震 (1773年)
1773年グアテマラ地震（英語: 1773 Guatemala earthquake）は1773年7月29日午後3時45分（現地時間）、グアテマラ総督領を襲った地震。震央におけるマグニチュードは7.5。5月より始まった一連の地震であり、6月11日に強い前震が2度おき、7月の本震の後に余震が12月まで続いた。一連の地震は聖マルタの聖名祝日に始まったため「サンタ・マルタ地震」とも呼ばれた。
メルカリ震度階級での震度は約VII（非常に強い）からVIII（きわめて強い）である。サンタ・マルタ地震は当時中央アメリカ植民地の首都だったサンティアゴ・デ・ロス・カバリェロス・デ・グアテマラ（現アンティグア・グアテマラ）を破壊した。約500から600人が即死、さらに600人が地震の結果として餓死か病死した。地震は同地域の聖職者、特にメルセド騎士団などに大きな影響をあたえ、人数と収入が半分に減るほどだった。

## 遷都
スペインは1717年の地震で壊滅的な損害を被った後、グアテマラ総督領の遷都を考えていたが、1773年の地震がおきると、アンティグア・グアテマラの再建を諦めて1776年にヌエバ・グアテマラ・デ・ラ・アスンシオン（Nueva Guatemala de la Asunción、現グアテマラシティ）に遷都した。